# Kentucky Fried mozi
A Kentucky Fried mozi (eredeti címe: The Kentucky Fried Movie) 1977-es független filmvígjáték, amelyet John Landis rendezett, és Kim Jorgensen, Larry Kostroff és Robert K. Weiss gyártották. A filmben több ismert ember is feltűnik cameoszerepben, például George Lazenby, Bill Bixby, Henry Gibson, Barry Dennen, Donald Sutherland, Tony Dow, Stephen Bishop és Shadoe Stevens hangja.
Landis-nek ajánlották, hogy rendezze a Party zóna című vígjátékot egy évvel később, ez a filmje alapján.
A Bravo tévécsatorna "100 legviccesebb film" listáján a 87. lett.

## Cselekmény
A film különféle rövid jeleneteket (szkeccseket) tartalmaz, amelyek különböző filmes műfajokat parodizálnak (pl. a film leghosszabb jelenete, a "Fistful of Yen" – melynek címe utalás az Egy maréknyi dollárért című filmre – a kungfufilmeket parodizálja).

## Fogadtatás
A Rotten Tomatoes oldalán 81%-on áll a film.
A Variety magazin szerint a filmnek remek humora van, de közben gyerekesnek és ízléstelennek is nevezte.
Lawrence Van Gelder, a The New York Times kritikusa ezt írta: "Az emberek nagy része valószínűleg szeretni fogja ezt a filmet, éppúgy, ahogy szeretik a KFC és a McDonald’s hamburgereit is. De a népszerűség továbbra sem ok a középszerűség istenítésére." Gene Siskel, a Chicago Tribune kritikusa két csillaggal értékelte a négyből. A The Washington Post kritikusa, Gary Arnold "megosztó, hullámzó színvonalú szatirikus antológiának" nevezte.
Az Empire magazin kritikusa 2008-ban a következőt írta: "néha vicces...egy bizonyos módon", és így fejezte be a kritikáját: "elmés és szatirikus, de nagyon elavult".
A PopMatters kritikusa, J. C. Maçek III 
szerint a "film trágár, kísérleti, erőszakos, ostoba és mulatságos (amelyek mindegyike egyértelműen segítették a filmet hozzájárulni sikereihez)".